# Пой, Хосе
Хосе́ Пой (исп. José Poy; 11 апреля 1926, Росарио — 8 февраля 1996, Сан-Паулу) — аргентинский футболист, вратарь.

## Карьера
Хосе Пой начал свою карьеру в клубе «Росарио Сентраль», в котором, с перерывом, выступал 4 года. В 1948 году Пой перешёл в клуб «Сан-Паулу», там Пой выступал до конца своей карьеры, проведя 515 матчей (291 победа клуба, 107 ничьих и 117 поражений), по другим данным 565 матчей, по третьим — 525 матчей за 14 лет, став символом клуба 50-х годов XX века. Во время выступлений в «Сан-Паулу», Пой попытался получить бразильское гражданство, но смог его получить уже много позже завершения карьеры футболиста.
После окончания карьеры футболиста, Хосе Пой работал тренером. Он 5 раз становился на тренерский мостик «Сан-Паулу», а также руководил клубами «Португеза Деспортос» и «XV ноября» (Жау). «Сан-Паулу» Пой руководил в 421 матче.

## Достижения

### Как игрок
- Чемпион штата Сан-Паулу (4): 1948, 1949, 1953, 1957

### Как тренер
- Чемпион штата Сан-Паулу (4): 1975